# الخائن (مسلسل 2023)
الخائن مسلسل تلفزيوني لبناني سوري مشترك أنتج وعُرض في سنة 2023، من إخراج إندر إيمير، وتأليف عبير الصياح، ومن بطولة سلافة معمار، قيس الشيخ نجيب، مرام علي، ريتا حرب، وسام صليبا، خالد شباط، إيلي متري، تاتيانا مرعب، جلال شموط، رولا بقسماتي، سهير ناصر الدين، عماد فغالي، شربل زيادة، ونخبة من الممثلين اللبنانيين والسوريين.

## قصة المسلسل
تتحطم حياة الدكتورة (أسيل) المثالية عندما تكتشف خيانة زوجها (سيف) لها لمدة عامين مع امرأة تصغره بخمسة عشر عامًا، مما يدفعها لسلك طريق الانتقام، وتتوالى الأحداث.

## طاقم العمل
- سلافة معمار (أسيل)
- قيس شيخ نجيب (سيف)
- مرام علي (تيا)
- ريتا حرب (نورا)
- جينا أبو زيد (أمل)
- وسام صليبا (داني)
- خالد شباط (سامر)
- إيلي متري (سالم)
- تاتيانا مرعب (جمانة)
- جلال شموط (عماد الزين)
- رولا بقسماتي (نادين)
- سهير ناصر الدين
- عماد فغالي
- شربل زيادة (أيمن)
- وجيه صقر
- سوسن ميخائيل (هالة)
- طيف إبراهيم
- إبراهيم عون (ربيع)

## قنوات البث
- الجدول التالي يبين القنوات التي عرض فيها المسلسل.

| الدولة   | القناة الباثة   | التاريخ       | مراجع |
| -------- | --------------- | ------------- | ----- |
| السعودية | شاهد            | 5 نوفمبر 2023 | [ 2 ] |
| السعودية | إم بي سي 1      | 5 نوفمبر 2023 | [ 2 ] |
| العراق   | إم بي سي العراق | 5 نوفمبر 2023 | [ 2 ] |
| مصر      | إم بي سي مصر 2  | 5 نوفمبر 2023 | [ 2 ] |